# Gabriël Metsu

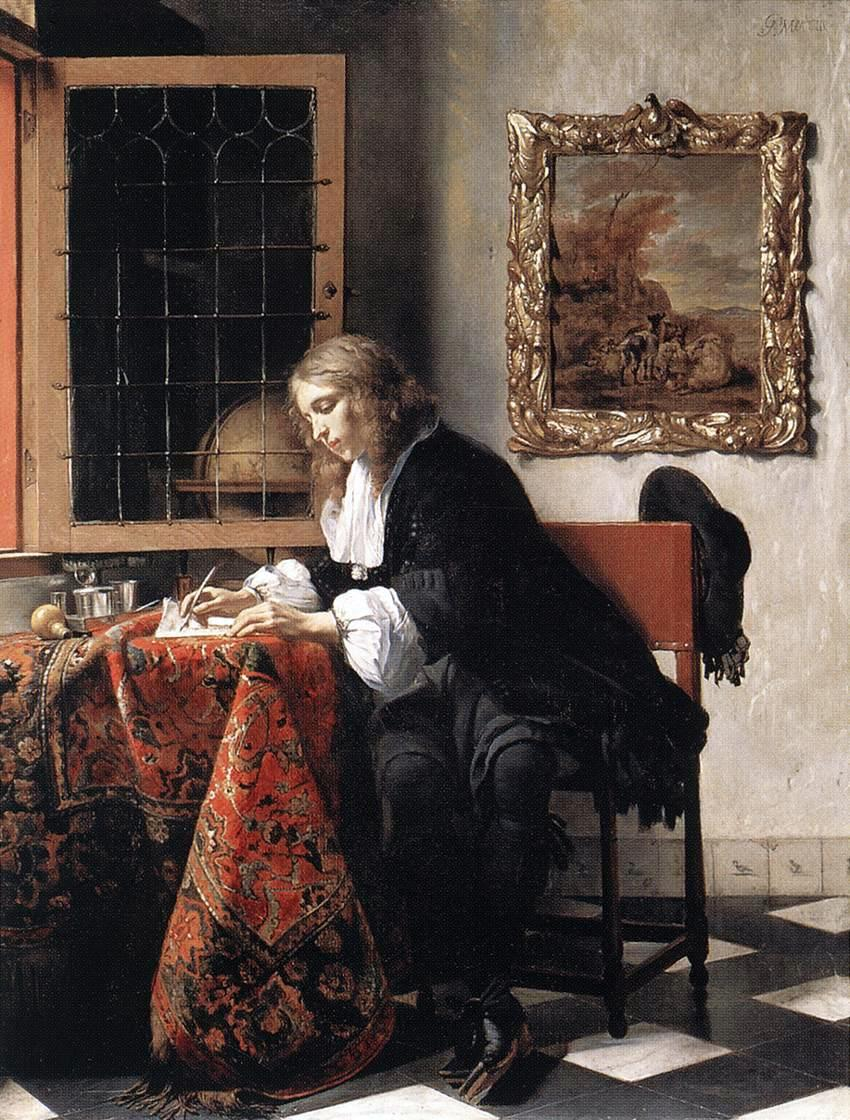
Brevskrivaren, oljemålning av Gabriel Metsu 1662-65

Gabriel Metsu, född 1630, död 1667, var en holländsk konstnär.  
Metsu var född och först verksam i Leiden, influerad av Jan Steens konst. Han flyttade därefter till Amsterdam. Metsu, som röjer inflytande från Rembrandt och Gerhard Dou, målar ytterst noggrant, enkelt, realistiskt och utan patos borgerliga scener inomhus och särskilt utomhus på gator och gårdar. I London finns flera interiörer, till exempel Musicerande ungt par; på Irland finns Brevskivaren med flera. Bland hans övriga verka kan nämnas Grönsakstorget  i Amsterdam, fyra marknadscener i Paris och Dresden, Allmosan i Kassel, Fågelhandlaren i Dresden. På Nationalmuseum finns två signerade dukar: Spelparti och Gumma i skvallerstol i en smedja.